# 胡里奥·科沃斯
胡里奥·塞萨尔·克莱托·科沃斯（西班牙語：Julio César Cleto Cobos，1955年4月30日—），阿根廷政治家和土木工程师，前任阿根廷副总统兼參議院議長。现为阿根廷国家众议员和国家众议院第三副议长。
他是激进公民联盟党员，2007年因作为胜利阵线副总统候选人参选而被开除党籍。但这项决定后被撤销，并在副总统任期结束后回归该党。

## 生平

### 早年
1955年，胡里奥·科沃斯生于门多萨省戈多伊克鲁斯。他中学就读埃斯佩霍将军军事高中。

### 学术生涯
1979年，科沃斯毕业于国家科技大学门多萨地区学院營建工程专业毕业，后继续在土木工程专业学习（最终于1988年毕业）。
他曾任国家科技大学门多萨地区学院、库约国家大学工程学院和门多萨大学建筑和 城市规划学院担任教授。他也在一家私营土木工程公司和门多萨省公路管理局工作。
他还曾于1997年12月6日至2001年12月6日担任国家科技大学门多萨地区学院院长。2001年12月9日，他再次当选国家科技大学门多萨地区学院院长，任期直至2005年。

## 政治生涯
他于1991年加入激进公民联盟，并于1994年11月2日至1997年12月6日在门多萨市长罗伯托·伊格莱西亚执政期间担任门多萨市城市规划和住房副秘书长。
后来，他担任门多萨市公共工程秘书长。1999年12月10日至2003年12月10日，他担任门多萨省环境与公共工程部长。

### 门多萨省长
2003年成为门多萨省省长。
2005年，创设“自愿公民服务”（Servicio Cívico Voluntario），为16岁以上的青年提供各类技能培训。在接下来三年内，约有4500名年轻人在60多个教育中心接受了培训，其中多数教育中心设在军队驻地。在执政期间，门多萨司法处副秘书长塞巴斯蒂安·戈多伊·莱莫斯举报称至少有四名被指控性犯罪的嫌疑人因科沃斯的政令而获得减刑，引发公众争议。
2007年12月10日，科沃斯任期结束，由正义党员塞尔索·雅克。随后，省政府对科沃斯和公共工程部前部长弗朗西斯科·莫兰迪尼提起诉讼，指控其伪造政令。2007年，他否决一项禁止在门多萨省内进行氰化物开采的法案。在另一个案子里，门多萨省政府对科沃斯副总统提起刑事诉讼，指控其在省长任期内提高电费。

### 国家副总统
2007年7月28日，科沃斯宣布作为副总统候选人与胜利阵线的克里斯蒂娜·费尔南德斯·德基什内尔搭档竞选。在2007年阿根廷总统选举中，获得45.2%的支持率并当选总统和副总统。
2008年因為與费尔南德斯出現分歧退出胜利阵线，但並無辭去副總統一職。
2010年7月獲准重返激进公民联盟。

#### 参议院涉预扣税法案
2008年7月17日，阿根廷参议院对众议院通过的第125号决议进行表决。该决议规定，农业出口产品的预扣税具有流动性，在国际价格上涨时预扣税将增加，下跌时预扣税减少。议程长达18小时，最终投票以36票赞成、36票反对陷入僵持，最后阿根廷副总统兼参议院议长做出裁决。
科沃斯投票反对该法，这与执政党的立场相反，尽管他此前曾表示支持移动预扣税。
在投票结束后，科沃斯表示不会辞职，并作为民选官员，克里斯蒂娜·费尔南德斯·德基什内尔总统无权要求他辞职。